# Rothandbrüllaffe
Der Rothandbrüllaffe (Alouatta belzebul) ist eine Primatenart aus der Gattung der Brüllaffen innerhalb der Klammerschwanzaffen (Atelidae). Er lebt im nordöstlichen Brasilien.

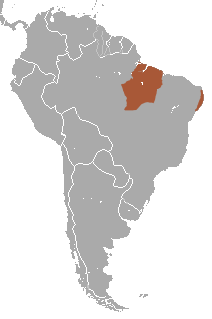
Das Verbreitungsgebiet des Rothandbrüllaffen im nordöstlichen Brasilien

## Merkmale
Wie alle Brüllaffen sind sie relativ große, stämmig gebaute Primaten. Die Gliedmaßen sind lang und kräftig, der Schwanz lang und als Greifschwanz ausgebildet – er hat am hinteren Ende der unteren Seite eine unbehaarte Stelle. Mit einem Gewicht von 6,5 bis 8,0 Kilogramm sind Männchen deutlich schwerer als Weibchen, die zwischen 4,8 und 6,2 Kilogramm erreichen. Die Kopf-Rumpf-Länge der Männchen liegt bei 58 bis 65 cm, dazu kommt ein 56 bis 70 cm langer Schwanz. Bei den Weibchen beträgt die Kopf-Rumpf-Länge 37 bis 50 cm und der Schwanz ist 45 bis 57 cm lang. Das Fell der Rothandbrüllaffen ist überwiegend schwarz gefärbt, die namensgebende rötlich-braune Färbung der Hände, Füße und der Schwanzspitze kommt nicht bei allen Tieren vor. In einige Gegenden können alle Tiere eines oder beider Geschlechter auch einfarbig schwarz oder rötlich sein. Das Skrotum der Männchen ist rostrot.

## Verbreitung und Lebensraum
Rothandbrüllaffen leben im nordöstlichen Brasilien. Sie bewohnen die Gebiete südlich des Amazonas vom Rio Xingu und Rio Iriri bis in den Bundesstaat Maranhão, die Insel Marajó in der Amazonasmündung und isoliert vom übrigen Verbreitungsgebiet die nordöstlichen Küstenwälder in den Bundesstaaten Rio Grande do Norte, Paraíba, Pernambuco und Alagoas. Sie sind Waldbewohner, die in Regen-, aber auch anderen Waldtypen vorkommen.

## Lebensweise
Diese Tiere sind tagaktive Baumbewohner. Sie leben in Gruppen, die sich aus einem (manchmal zwei) Männchen, mehreren Weibchen und den dazugehörigen Jungtieren zusammensetzen. Insbesondere am Morgen ist das für die Gattung typische laute Gebrüll zu hören, das vor allem andere Gruppen auf den eigenen Aufenthaltsort hinweisen soll. Diese Tiere sind Pflanzenfresser, die sich von Blättern, Früchten und Blüten ernähren.

## Systematik
Der Rothandbrüllaffe wurde im Jahre 1766 durch den schwedischen Naturforscher Carl von Linné unter der Bezeichnung Simia belzebul erstmals wissenschaftlich beschrieben. Der Amazonische Schwarze Brüllaffe (A. nigerrima) und der Spix-Brüllaffe (A. discolor), deren Verbreitungsgebiete sich westlich an das des Rothandbrüllaffen anschließen, galten lange Zeit als Unterarten des Rothandbrüllaffen, werden heute aber als eigenständige Arten geführt. Der Maranhão-Brüllaffe, der in einer breiten Lücke im Verbreitungsgebiet des Rothandbrüllaffen vorkommt, galt ebenfalls lange Zeit als Unterart des Rothandbrüllaffen, wurde aber 2006 in den Artrang erhoben. In einer im Oktober 2015 veröffentlichten Studie wird dies wieder in Frage gestellt. Ein Vergleich des Cytochrom-b-Genoms beider Formen zeigte, dass der Maranhão-Brüllaffe tief innerhalb der Alouatta belzebul-Klade steht.

## Gefährdung
Hauptbedrohung dieser Tiere ist die Zerstörung ihres Lebensraumes, insbesondere in den nordostbrasilianischen Küstenwäldern. Darüber hinaus werden sie wegen ihres Fleisches bejagt. Die IUCN listet die Art als gefährdet (vulnerable).

## Belege
1. 1 2 3  A. B. Rylands & R. A. Mittermeier: Family Atelidae (Howlers, Spider and Woolly Monkeys and Muriquis). Seiten 525 - 534 in Russell A. Mittermeier, Anthony B. Rylands & Don E. Wilson: Handbook of the Mammals of the World - Volume 3: Primates. Lynx Editions, 2013 ISBN 978-8496553897
2. ↑  Renato Gregorin (2006). Taxonomia e variação geográfica das espécies do gênero Alouatta Lacépède (Primates, Atelidae) no Brasil. Rev. Bras. Zool. 23(1). doi: 10.1590/S0101-81752006000100005
3. ↑  Maria Carolina Viana, Cibele Rodrigues Bonvicino, Juliana Gonçalves Ferreira, Lendro Jerusalinski, Alfredo Langguth and Héctor Seuánez: Understanding the Relationship Between Alouatta ululata and Alouatta belzebul (Primates: Atelidae) based on Cytogenetics and Molecular Phylogeny. Oecologia Australis 19(1):173-182 · October 2015, DOI: 10.4257/oeco.2015.1901.11
4. ↑  IUCN-Eintrag